# Polisportiva Libertas Martignacco 2019-2020
Questa voce raccoglie le informazioni riguardanti la Polisportiva Libertas Martignacco nelle competizioni ufficiali della stagione 2019-2020.

## Organigramma societario
Area direttiva
- Presidente: Fulvio Bulfoni

Area tecnica
- Allenatore: Marco Gazzotti
- Allenatore in seconda: Nicolas Rusalen

## Rosa
| N° | Nome                | Ruolo | Data di nascita   | Nazionalità sportiva |
| -- | ------------------- | ----- | ----------------- | -------------------- |
| 1  | Roberta Carraro     | P     | 17 novembre 1998  | Italia               |
| 2  | Giulia Caserta      | S     | 21 marzo 1999     | Italia               |
| 3  | Marta Pecalli       | L     | 17 dicembre 2001  | Italia               |
| 4  | Sara Stival         | O     | 27 marzo 2001     | Italia               |
| 5  | Francesca Sabadin   | P     | 27 marzo 2000     | Italia               |
| 6  | Cristina Fiorio     | S     | 18 marzo 1997     | Italia               |
| 7  | Ebony Nwanebu       | O     | 5 giugno 1995     | Stati Uniti          |
| 8  | Michela Rucli       | S     | 1º maggio 1996    | Italia               |
| 9  | Allison Beltrame    | S     | 4 ottobre 1998    | Italia               |
| 10 | Lara Caravello      | L     | 4 maggio 1994     | Italia               |
| 11 | Karola Dhimitriadhi | S     | 8 maggio 1996     | Italia               |
| 12 | Federica Busolini   | S     | 22 luglio 1999    | Italia               |
| 16 | Giulia Pascucci     | S     | 29 settembre 1993 | Italia               |
| 18 | Linda Giugovaz      | S     | 22 luglio 2000    | Italia               |

## Risultati

### Serie A2

#### Regular season

##### Girone di andata
| 1ª giornata - 6 ottobre 2019 Palazzetto dello sport, Martignacco         | Libertas Martignacco | 1 - 3 | Soverato             | 15-25, 19-25, 31-29, 23-25        |
| 2ª giornata - 13 ottobre 2019 Palestra Magagni, Castelnuovo Rangone      | Montale              | 3 - 2 | Libertas Martignacco | 20-25, 28-26, 25-21, 22-25, 15-10 |
| 3ª giornata - 20 ottobre 2019 Palazzetto dello sport, Martignacco        | Libertas Martignacco | 3 - 0 | Hermaea              | 25-23, 25-20, 25-12               |
| 4ª giornata - 27 ottobre 2019 Palazzetto dello sport, Martignacco        | Libertas Martignacco | 3 - 0 | Cutrofiano           | 25-20, 25-19, 27-25               |
| 5ª giornata - 31 ottobre 2019 PalaCarnera, Udine                         | Talmassons           | 0 - 3 | Libertas Martignacco | 22-25, 21-25, 21-25               |
| 6ª giornata - 3 novembre 2019 Palazzetto dello sport, Martignacco        | Libertas Martignacco | 2 - 3 | Pinerolo             | 25-23, 18-25, 25-16, 22-25, 14-16 |
| 7ª giornata - 10 novembre 2019 PalaPaganelli, Sassuolo                   | Academy Sassuolo     | 3 - 1 | Libertas Martignacco | 25-21, 30-32, 25-23, 25-17        |
| 8ª giornata - 17 novembre 2019 Palazzetto dello sport, S. Giovanni in M. | Adolfo Consolini     | 3 - 0 | Libertas Martignacco | 25-11, 25-21, 25-13               |
| 9ª giornata - 24 novembre 2019 Palazzetto dello sport, Martignacco       | Libertas Martignacco | 3 - 2 | Club Italia          | 25-16, 24-26, 25-17, 18-25, 17-15 |

##### Girone di ritorno
| 10ª giornata - 1º dicembre 2019 PalaScoppa, Soverato               | Soverato             | 3 - 2 | Libertas Martignacco | 26-28, 21-25, 25-13, 25-13, 15-8  |
| 11ª giornata - 8 dicembre 2019 Palazzetto dello sport, Martignacco | Libertas Martignacco | 3 - 1 | Montale              | 21-25, 25-23, 26-24, 25-18        |
| 12ª giornata - 15 dicembre 2019 Geopalace, Olbia                   | Hermaea              | 3 - 1 | Libertas Martignacco | 25-27, 25-23, 25-17, 25-16        |
| 13ª giornata - 22 dicembre 2019 PalaCesari, Cutrofiano             | Cutrofiano           | 3 - 0 | Libertas Martignacco | 25-17, 25-17, 25-18               |
| 14ª giornata - 26 dicembre 2019 PalaCarnera, Udine                 | Libertas Martignacco | 3 - 2 | Talmassons           | 13-25, 25-15, 25-19, 18-25, 15-13 |
| 15ª giornata - 29 dicembre 2019 Palazzetto dello sport, Pinerolo   | Pinerolo             | 3 - 2 | Libertas Martignacco | 25-17, 20-25, 21-25, 25-18, 15-13 |
| 16ª giornata - 5 gennaio 2020 Palazzetto dello sport, Martignacco  | Libertas Martignacco | 3 - 0 | Academy Sassuolo     | 25-20, 25-20, 25-22               |
| 17ª giornata - 12 gennaio 2020 Palazzetto dello sport, Martignacco | Libertas Martignacco | 0 - 3 | Adolfo Consolini     | 17-25, 23-25, 17-25               |
| 18ª giornata - 19 gennaio 2020 Centro Pavesi, Milano               | Club Italia          | 2 - 3 | Libertas Martignacco | 28-26, 18-25, 25-22, 23-25, 14-16 |

#### Pool promozione

##### Girone di andata
| 1ª giornata - 9 febbraio 2020 Palazzetto dello sport, Martignacco  | Libertas Martignacco | 1 - 3 | Olimpia Teodora      | 25-27, 21-25, 25-23, 23-25        |
| 2ª giornata - 15 febbraio 2020 PalaManera, Mondovì                 | Mondovì              | 3 - 1 | Libertas Martignacco | 25-21, 25-21, 22-25, 25-14        |
| 3ª giornata - 23 febbraio 2020 Palazzetto dello sport, Martignacco | Libertas Martignacco | 3 - 2 | Futura Giovani       | 25-27, 25-22, 15-25, 25-15, 15-12 |
| 4ª giornata - 18 marzo 2020 PalaSanbapolis, Trento                 | Trentino Rosa        | -     | Libertas Martignacco | annullata                         |
| 5ª giornata - 8 marzo 2020 Palazzetto dello sport, Martignacco     | Libertas Martignacco | -     | CUS Torino           | annullata                         |

##### Girone di ritorno
| 6ª giornata - 15 marzo 2020 PalaCosta, Ravenna                  | Olimpia Teodora      | - | Libertas Martignacco | annullata |
| 7ª giornata - 22 marzo 2020 Palazzetto dello sport, Martignacco | Libertas Martignacco | - | Mondovì              | annullata |
| 8ª giornata - 29 marzo 2020 Palazzetto San Luigi, Busto Arsizio | Futura Giovani       | - | Libertas Martignacco | annullata |
| 9ª giornata - 5 aprile 2020 Palazzetto dello sport, Martignacco | Libertas Martignacco | - | Trentino Rosa        | annullata |
| 10ª giornata - 11 aprile 2020 PalaRuffini, Torino               | CUS Torino           | - | Libertas Martignacco | annullata |

### Coppa Italia di Serie A2

#### Fase a eliminazione diretta
| Quarti di finale - 22 gennaio 2020 PalaSanbapolis, Trento | Trentino Rosa | 3 - 0 | Libertas Martignacco | 25-22, 25-18, 25-18 |

## Statistiche

### Statistiche di squadra
| Competizione             | Punti | In casa | In casa | In casa | In trasferta | In trasferta | In trasferta | Totale | Totale | Totale |
| Competizione             | Punti | G       | V       | P       | G            | V            | P            | G      | V      | P      |
| ------------------------ | ----- | ------- | ------- | ------- | ------------ | ------------ | ------------ | ------ | ------ | ------ |
| Serie A2                 | 27    | 11      | 7       | 4       | 10           | 2            | 8            | 21     | 9      | 12     |
| Coppa Italia di Serie A2 | -     | 0       | 0       | 0       | 1            | 0            | 1            | 1      | 0      | 1      |
| Totale                   | -     | 11      | 7       | 4       | 11           | 2            | 9            | 22     | 9      | 13     |

G = partite giocate; V = partite vinte; P = partite perse

### Statistiche dei giocatori
| Giocatore       | Serie A2 | Serie A2 | Serie A2 | Serie A2 | Serie A2 | Coppa Italia di Serie A2 | Coppa Italia di Serie A2 | Coppa Italia di Serie A2 | Coppa Italia di Serie A2 | Coppa Italia di Serie A2 | Totale | Totale | Totale | Totale | Totale |
| Giocatore       | P        | PT       | AV       | MV       | BV       | P                        | PT                       | AV                       | MV                       | BV                       | P      | PT     | AV     | MV     | BV     |
| --------------- | -------- | -------- | -------- | -------- | -------- | ------------------------ | ------------------------ | ------------------------ | ------------------------ | ------------------------ | ------ | ------ | ------ | ------ | ------ |
| A. Beltrame     | 14       | 33       | ?        | ?        | ?        | 0                        | 0                        | 0                        | 0                        | 0                        | 14     | 33     | ?      | ?      | ?      |
| F. Busolini     | 20       | 125      | ?        | ?        | ?        | 1                        | 2                        | 2                        | 0                        | 0                        | 21     | 127    | ?      | ?      | ?      |
| L. Caravello    | 21       | 1        | ?        | ?        | ?        | 1                        | 0                        | 0                        | 0                        | 0                        | 22     | 1      | ?      | ?      | ?      |
| R. Carraro      | 21       | 48       | ?        | ?        | ?        | 1                        | 1                        | 0                        | 0                        | 1                        | 22     | 49     | ?      | ?      | ?      |
| G. Caserta      | 17       | 30       | ?        | ?        | ?        | 1                        | 1                        | 1                        | 0                        | 0                        | 18     | 31     | ?      | ?      | ?      |
| K. Dhimitriadhi | 20       | 152      | ?        | ?        | ?        | 1                        | 3                        | 3                        | 0                        | 0                        | 21     | 155    | ?      | ?      | ?      |
| C. Fiorio       | 21       | 235      | ?        | ?        | ?        | 1                        | 5                        | 5                        | 0                        | 0                        | 22     | 240    | ?      | ?      | ?      |
| L. Giugovaz     | 13       | 6        | ?        | ?        | ?        | 1                        | 7                        | 5                        | 2                        | 0                        | 14     | 13     | ?      | ?      | ?      |
| E. Nwanebu      | 21       | 463      | ?        | ?        | ?        | 1                        | 15                       | 14                       | 1                        | 0                        | 22     | 478    | ?      | ?      | ?      |
| G. Pascucci     | 3        | 42       | ?        | ?        | ?        | -                        | -                        | -                        | -                        | -                        | 3      | 42     | ?      | ?      | ?      |
| M. Pecalli      | 16       | 7        | ?        | ?        | ?        | 1                        | 0                        | 0                        | 0                        | 0                        | 17     | 7      | ?      | ?      | ?      |
| M. Rucli        | 21       | 180      | ?        | ?        | ?        | 1                        | 4                        | 3                        | 0                        | 1                        | 22     | 184    | ?      | ?      | ?      |
| F. Sabadin      | 10       | 0        | ?        | ?        | ?        | 0                        | 0                        | 0                        | 0                        | 0                        | 10     | 0      | ?      | ?      | ?      |
| S. Stival       | 21       | 17       | ?        | ?        | ?        | 1                        | 0                        | 0                        | 0                        | 0                        | 22     | 17     | ?      | ?      | ?      |

P = presenze; PT = punti totali; AV = attacchi vincenti; MV = muri vincenti; BV = battute vincenti